# Taveuni
Taveuni – wyspa wulkaniczna, trzecia pod względem wielkości wyspa Fidżi, leżąca w południowej części Oceanu Spokojnego, na południowy wschód od wyspy Vanua Levu.

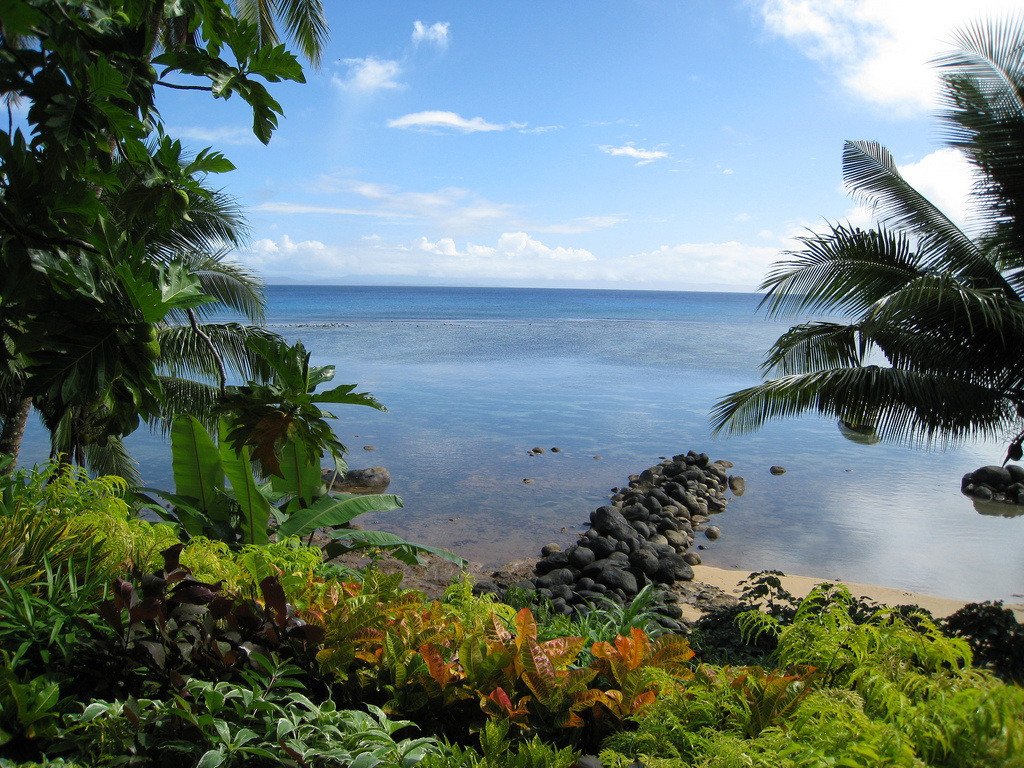
Wybrzeże wyspy

Powierzchnia Taveuni wynosi 435 km². Przez środek wyspy przebiega pasmo górskie, którego najwyższy szczyt stanowi Uluigalau (1241 m n.p.m.).
Wyspa została po raz pierwszy dostrzeżona przez holenderskiego żeglarza Abela Tasmana w 1643 roku.
Podstawę gospodarki Taveuni stanowi produkcja kopry oraz turystyka.